# Liste der Naturdenkmale in Dohm-Lammersdorf
Die Liste der Naturdenkmale in Dohm-Lammersdorf nennt die im Gemeindegebiet von Dohm-Lammersdorf ausgewiesenen Naturdenkmale (Stand 20. August 2013).

## Naturdenkmale
| Nr.         | Bezeichnung                | Lage                                                                | Beschreibung | Bild                                    |
| ----------- | -------------------------- | ------------------------------------------------------------------- | --- | --------------------------------------- |
| ND-7233-070 | Beilstein                  | Dohm, westlich des Ortes; Abteilung Beilstein Lage                  | Basaltkuppe und Blockfeld; flächenhaftes Naturdenkmal, ca. 0,3 ha                                                                 | Direkt Bild zu diesem Denkmal hochladen |
| ND-7233-104 | Griesenheld                | Dohm, südöstlich des Ortes; Abteilung Griesenheld Lage              | Basaltfelsen und Blockfeld; flächenhaftes Naturdenkmal, ca. 1,75 ha                                                               | Direkt Bild zu diesem Denkmal hochladen |
| ND-7233-105 | Basaltfelsen und Blockfeld | Lammersdorf, nördlich des Ortes; Abteilung Lammersdorfer Büsch Lage | flächenhaftes Naturdenkmal, ca. 11 ha                                                                                             | Direkt Bild zu diesem Denkmal hochladen |
| ND-7233-108 | Ditschbachschlucht         | Dohm, westlich des Ortes; Abteilung Beilstein Lage                  | Schlucht des Ditschbaches mit Wänden aus Basalt und Buntsandstein; flächenhaftes Naturdenkmal, ca. 19 ha; teilweise zu Gerolstein | Direkt Bild zu diesem Denkmal hochladen |
| ND-7233-119 | Zwei Buchen                | Lammersdorf, nördlich des Ortes; Flur Lammersdorfer Büsch Lage      | Fagus sylvatica, zwei Bäume, um 1800 gekeimt, ca. 25 m hoch                                                                       | Direkt Bild zu diesem Denkmal hochladen |